# Império do Espírito Santo de Santa Luzia

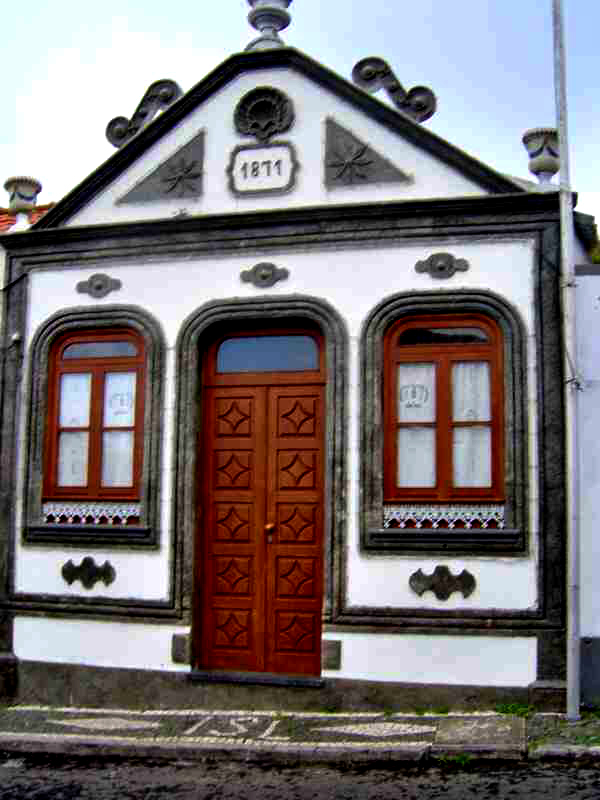
Império do Espírito Santo de Santa Luzia, construído em 1871.

O Império do Espírito Santo de Santa Luzia é um Império do Espírito Santo português que se localiza na freguesia açoriana de Santa Luzia, concelho de Angra do Heroísmo, ilha Terceira, arquipélago dos Açores.
Este Império do Espírito Santo tem a sua fundação no século XIX mais precisamente no ano de 1871.